# Конкурентоспроможність
Конкурентоспромо́жність — здатність певного об'єкта або суб'єкта перевершити конкурентів у заданих умовах.

## Конкурентоспроможність об'єктів
Об'єкти, що володіють конкурентоспроможністю, можна розбити на чотири групи:
- товар;
- підприємство (як виробники товарів);
- галузь (як сукупності підприємств, що пропонує товари або послуги);
- регіони (райони, області, країни або їх групи).

Конкурентоспроможність товару споживач оцінює з точки зору своїх потреб і повноти їх задоволення. Володіючи обмеженими можливостями (не тільки фінансовими, оскільки сам процес споживання обумовлений певною «технологією», а отже — і «продуктивністю»), споживач прагне максимізувати ступінь своєї загальної задоволеності.
Конкурентоспроможність підприємства оцінюється споживачем з точки зору положення підприємства на ринку (відоме / невідоме, чи давно працює, яку частку ринку займає, які гарантії дає, який ступінь довіри підприємству у інших споживачів, які відгуки про якість його продукції).
Конкурентоспроможність галузі оцінюється споживачем з точки зору пріоритетності його власних потреб, які підлягають задоволенню. Так, отримавши річну премію, у споживача (приватна особа) може виникнути вибір, що купити на ці гроші — нові меблі на кухню, нову пральну машину або путівку до екзотичної країни: в цей момент спостерігається міжгалузева конкуренція. Як тільки споживачем віддається пріоритет конкретної галузі, конкуренція з точки зору споживача переходить в площину конкуренції підприємств, а потім і товарів. У різних економічних умовах (рівень доходів, рівень цін, очікування і т. П.) Рівень конкурентоспроможності галузей (за інших рівних) виявиться різним. Проявиться це насамперед у відмінностях в еластичності попиту на продукцію (товари, роботи, послуги) різних галузей.
Конкурентоспроможність країни з точки зору споживача оцінюється як рівень якості життя, який забезпечується споживачеві.

## Визначення рівня конкурентоспроможності
Можна виділити чотири типи суб'єктів, які оцінюють конкурентоспроможність тих чи інших об'єктів:
- споживачі;
- виробники;
- інвестори;
- держава.

Таким чином, споживач оцінює конкурентоспроможність будь-яких об'єктів з точки зору ступеня задоволення своїх потреб та рівня їх необхідності (більш необхідні потреби повинні бути задоволені раніше, ніж менш необхідні).
Виробник оцінює товар з точки зору суми прибутку, яку той може принести. З одного боку, це рентабельність, проте в галузях зі швидкою оборотністю активів (наприклад — торгівля), можна отримати значно більший прибуток за рахунок зниження рентабельності продажів, але збільшення оборотності товарів. Підприємства виробник оцінює як своїх конкурентів, тому найважливішими характеристиками для нього є співвідношення ціни і якості продукції, відповідність останньої технічним, екологічним та іншим нормам і стандартам. Галузь виробник оцінює з точки зору рамкових умов і свого становища на ринку. З цих позицій оцінюються середній рівень рентабельності, доцільність роботи в галузі або виходу з неї. Країну виробник оцінює з точки зору наявності необхідних йому ресурсів, їх якості та доступності (фізичної та економічної).
Інвестор оцінює ефективність своїх вкладень (як доконаних, так і потенційних), тому найважливішими характеристиками товару з точки зору інвестора є його потрібність та рівень рентабельності продажів (інвестора цікавлять не стільки одиничні угоди з високоприбутковими товарами, скільки масові продажі, що приносять дохід більше тієї суми, яку інвестор міг би отримати, вклавши свої кошти в інше виробництво). Конкурентоспроможність підприємства означає для інвестора не тільки рентабельність підприємства як цілісної системи, але і його економічне становище, фінансова стійкість (високий рівень рентабельності може бути досягнутий шляхом вчинення високоприбуткових, але спекулятивних угод, що має неприпустимо високий рівень ризику). Відповідно, країну чи регіон інвестор оцінює як майданчик, на якому можна (або не варто), будувати свій бізнес, найважливішим показником конкурентоспроможності країни (регіону) є інвестиційний клімат.
Держава оцінює конкурентоспроможність товару з точки зору його потрібності та соціальної значущості. Якщо вітчизняний товар є соціально значущим, але він коштує значно дорожче імпортного, держава може вплинути на цю ситуацію, застосувавши або субсидії і дотації вітчизняному виробнику, або квоти і митні бар'єри до закордонних постачальників. Підприємства оцінюються державою з точки зору їх ролі в економіці: наскільки продукція підприємства користується попитом і значуща, які обсяги продажів. Чим вище рівень цих показників, тим підприємство з точки зору держави більш конкурентоспроможним. Галузь оцінюється державою також з позицій потрібності виробленої їй продукції, обсягів продажів і значущості для економіки продукції і галузі в цілому. Конкурентоспроможність країни може бути оцінена державою з точки зору ефективності використання ресурсів (з урахуванням їх якості), а також з позиції показників платіжного балансу країни: якщо баланс позитивний, то країна (а отже — галузі, підприємства, продукція) конкурентоспроможна, інакше — ні.